# Huggenäs församling
Huggenäs församling var en församling i  Karlstads stift i nuvarande Säffle kommun. Församlingen uppgick 1970  i Ny-Huggenäs församling.

## Administrativ historik
Församlingen har medeltida ursprung.
Församlingen var till 1943 annexförsamling i pastoratet By, Bro, Södra Ny och Huggenäs som från 1 maj 1911 även omfattade Säffle församling. Från 1943 till 1962 annexförsamling i pastoratet Säffle, Bro, Södra Ny och Huggenäs. Församlingen var från 1962 till 1970 annexförsamling i pastoratet Bro, Södra Ny och Huggenäs. Församlingen uppgick 1970  i Ny-Huggenäs församling.

## Kyrkor
Sockenkyrkan revs 1843 men återuppbyggdes 1970.